# Loÿs Prat
Ne doit pas être confondu avec le peintre Louis Prat 1879-1932
Pour les articles homonymes, voir Prat.
 (novembre 2014).
Si vous disposez d'ouvrages ou d'articles de référence ou si vous connaissez des sites web de qualité traitant du thème abordé ici, merci de compléter l'article en donnant les références utiles à sa vérifiabilité et en les liant à la section « Notes et références ».
Louis Joseph Prat, dit Loÿs Prat, est un peintre français né à Donzère (Drôme) le 6 octobre 1879 et mort en Avignon (Vaucluse) en novembre 1934.

## Biographie
Loÿs Prat est le fils de Basile Prat, secrétaire de mairie, et de Marie Aminthe Cécile Clément.
En 1896, il reçoit une bourse du conseil général de la Drôme pour ses études artistiques. En 1897, il intègre l'École des beaux-arts de Lyon. En 1900, Prat s'installe à Paris où il est admis à l'École des beaux-arts. Élève de Fernand Cormon, il prépare le concours du prix de Rome. Après plusieurs échecs, il obtient le second grand prix en 1908. Durant la Première Guerre mondiale, il est mobilisé et affecté à une section de camouflage

## Œuvres

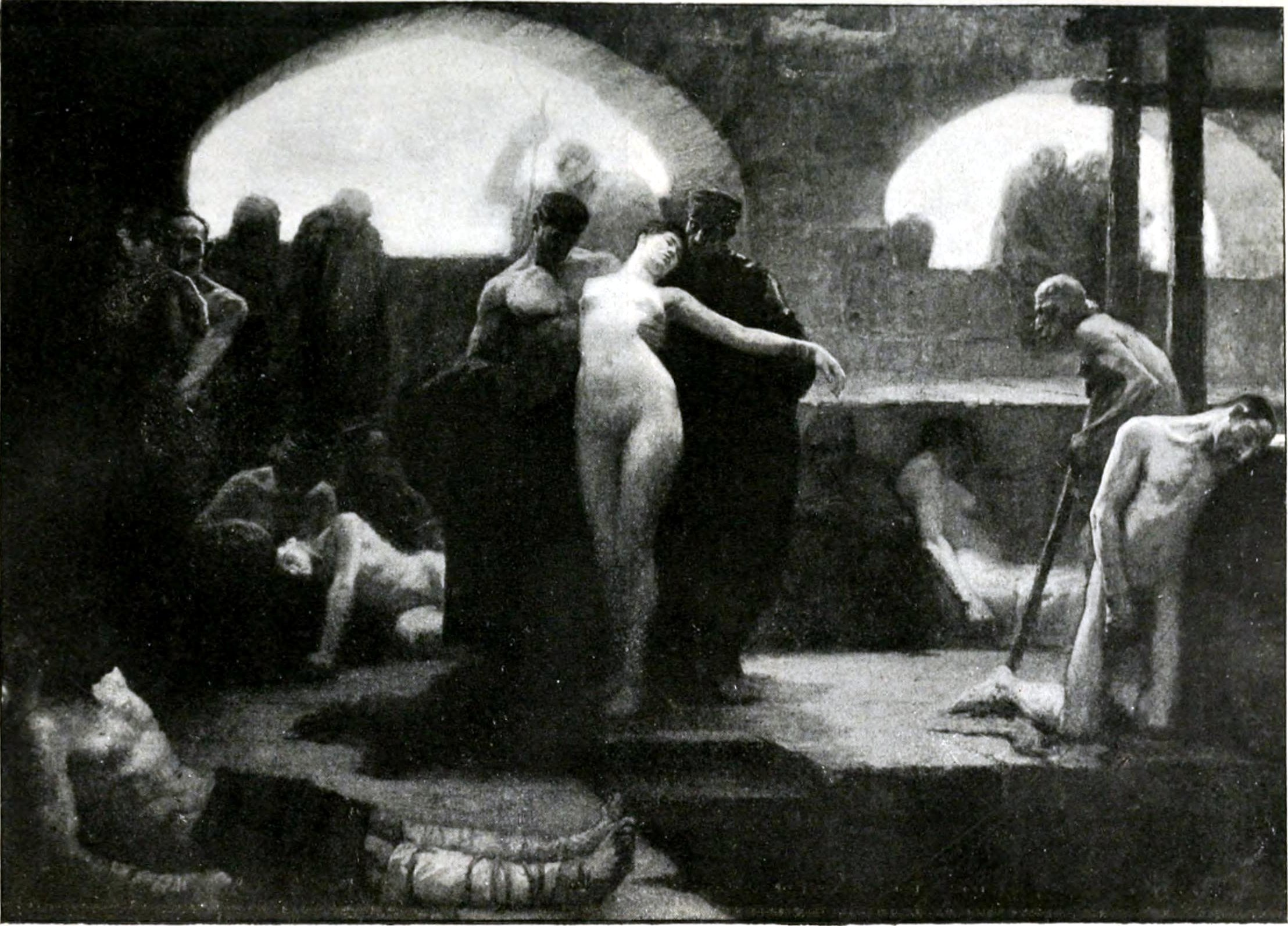
La Piscine de Siloe, Salon de 1906.

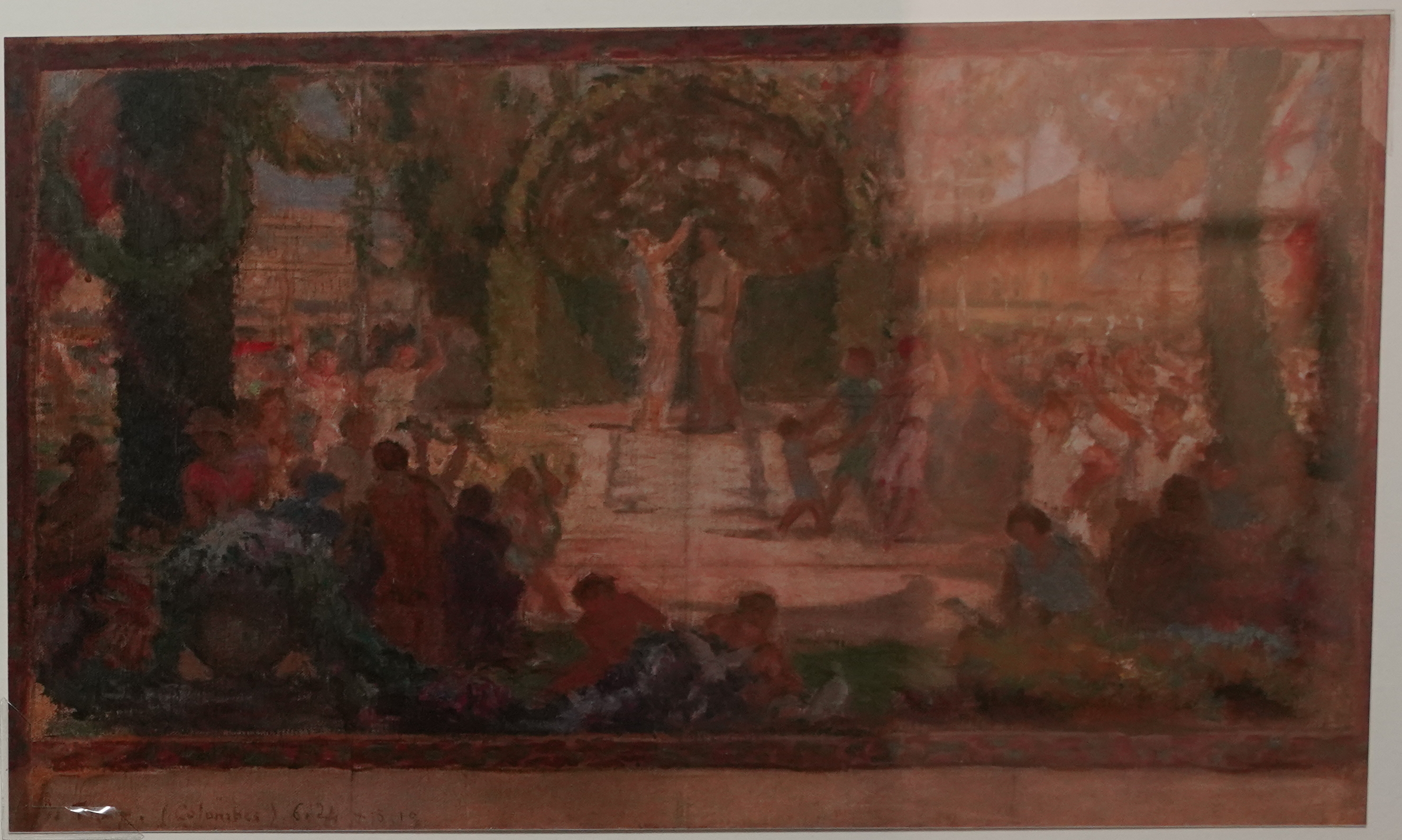
La foule acclamant l’athlète vainqueur Musée municipal d'Art et d'Histoire de Colombes.

- 1910 : décor de la galerie nord du Petit Palais à Paris avec Fernand Cormon ;
- 1914 : décor du théâtre de la Blanchisserie-Teinturerie de Thaon-les-Vosges ;
- 1918-1919 : décors de la chocolaterie de l'Abbaye Notre-Dame d'Aiguebelle délocalisée à Donzère ;
- 1922 : décor de l'école de garçons du no  33 rue Miollis, à Paris[3] ;
- 1923 : fresques pour un foyer de mutilés à Thaon-les-Vosges ;
- 1925 : fresques pour trois bâtiments de l'Exposition internationale des Arts Décoratifs et industriels modernes : pavillon de la Cour des métiers, pavillon Albert-Morancé-Corcellet, porte Saint-Dominique Fabert
- (non daté) : décors d'une école rue Eugène-Reisz (Paris) ;
- 1932 : trois toiles décoratives pour l'hôtel de ville de Colombes :

Allégorie sur le thème de l'amour et de la famille ;
La foule acclamant l’athlète vainqueur aux Jeux olympiques d'été de 1924 qui ont eu lieu en partie à Colombes ;
La reine Marie-Antoinette visitant le domaine du Moulin Joly à Colombes en 1774.